# El Butlletí del Centre Català
El Butlletí del Centre Català va ser un butlletí de pensament polític fundat el 17 de juny de 1882, a conseqüència de la creació de la mateixa entitat (que més tard es va convertir en partit polític). Aquest butlletí va estar sempre dirigit per Valentí Almirall, qui era el líder del Centre Català, tot i que nominalment figuraven altres directors o periodistes.
La primera publicació del butlletí comença amb una memòria d’un dels fundadors del Centre Català, Manel de Lasarte, en què es parla de la inauguració oficial del Centre:
SENYORS Y COMPANYS:
Avans de comensar la ressenya árida y compendiada que, com á secretari'm toca fer del Génessis del CENTRE CATALÀ, permeteume que vos done la enhorabona per haber arrivat á la celebració de aquesta festa en que oficial y públicament queda establert lo CENTRE. Jo crech que aquest acte pot y deu ser considerat com lo principi de una serie de altres importantíssims, ja que aquest CENTRE té un objecte gran que cumplir y ha tingut la bona fortuna de que fosseu vosaltres los qui vos heu associat per formarlo, aplicant tota la vostra intel·ligència, totlo vostre saber, tots los vostres esforsos á la realisació de son objecte, consignat en los Estatuts y explicat per son ver fundador lo primer Congrés catalanista.
La periodicitat del Butlletí durant els seus primers anys va ser irregular, amb molts mesos de diferència entre una publicació i una altra. Però això va canviar el 1887, quan es va canviar el nom de la revista. Aleshores, les publicacions van començar a ser setmanals i regulars. Pel que respecta al preu del Butlletí, aquest era de tres reals fins l’any 1886. A partir d’aquell moment el preu va passar a ser de 3 reals per la subscripció per un any, mentre que un número sol costava 0’15 reals per als socis del butlletí i de 0’05 reals per als no socis.

## Etapes
Els primers anys d’aquest diari es poden dividir en dues etapes: la primera comprèn el període des de la seva fundació fins al 1884 (període en què es van publicar un total de cinc números), i la segona comprèn els anys 1886 i 1887 (anys en què es van publicar 7 números).
El 1887 va aparèixer la revista La Veu del Centre Català, que va suposar la continuació o la substitució del que fins aleshores es s'havia conegut com el Butlletí del Centre Català. Aquesta revista va publicar un total de 34 números des del 15 d'octubre de 1887 i el 16 de juny de 1888. Poc més d’un any després, el 1888, va recuperar el seu nom inicial, tornant-se a conèixer con el Butlletí del Centre Català.

## Història
El seu primer número va ser publicat el 17 de juny de 1882, i en les seves publicacions no només es reflectia tota la informació relacionada sobre el Centre Català i les seves actuacions, sinó que també s'adjuntaven conferències i notes de les sessions celebrades. L’objectiu d’aquest butlletí era manifestar els pensaments i propòsits del Centre Català, entre els quals s'hi trobaven: reivindicar la millora del progrés de Catalunya, reclamar l’oficialitat de la llengua catalana, defensar el manteniment del dret civil català, una nova divisió territorial comarcal, una administració catalana, i el manteniment d’una política econòmica proteccionista.
El 1887 va començar la crisi dins el Centre Català, i conseqüentment, la seva decadència. El fet d’unir a sectors oposats i heterogenis (conservadors, els quals acabaran formant La Lliga el 1887, i liberals) i l’oposició d’Almirall a l'exposició Universal de Barcelona el 1888, van ser les principals causes d’aquest declivi del partit. A partir d’aquest any, el Butlletí s'emmudeix i passa a denominar-se La Veu del Centre Català, denominació que durarà fins l’any següent, el 1888, any en què es tornarà a recuperar el nom inicial de la revista.
En el moment en què torna a anomenar-se Butlletí del Centre Català, comença l’última època de la revista. Aquesta etapa va durar poc més de tres mesos (des del 10-08-1888 al 22-11-1888), i no es conserva de manera completa.
A partir del 1888, i sobretot després dels Jocs Florals d’aquell mateix any, el Centre Català es veu en decadència, influït principalment per les discrepàncies ideològiques internes. Aquestes tensions arriben a tal nivell que les tendències més conservadores abandonen el partit i es funden com a centres independents.

## Seccions principals
El Butlletí del Centre Català comptava amb diverses seccions. Les més destacades eren la secció oficial, en què s'exposaven temes més de caràcter polític, com per exemple els càrrecs del consell general, els reglaments, les aprovacions del consell general o el programa catalanista, entre d'altres. D’altra banda, una altra secció de gran importància eren les conferències dominicals del Centre Català, que ocupaven la major part de les publicacions. Més tard, va aparèixer la secció de novas, que era una secció més dedicada a la societat. Finalment, l’any 1886 va aparèixer una nova secció, la secció d’anuncis, la qual funcionava com eina de propaganda catalanista.

## Taula de continguts i autors
| 1a època |                                                             |        |                  |
| 1882 |                                                             |        |                  |
| LASARTE, Manuel | Reglament dels socis corresponsals y de las sucursals       | Núm. 2 | 24 juny 1882     |
| ALMIRALL, Valentí | Conferencias dominicals                                     | Núm. 2 | 24 juny 1882     |
| ALMIRALL, Valentí GUILLÓ, Joseph BARCON OLESA, Joseph GALCERÁN, Joseph BRÚ, Joan Mª DE LA PAZ, Joaquim | Ensaig de exposició catalana de electricitat                | Núm. 3 | 23 novembre 1882 |
| BRÚ, Joan GUILLÓ, Joseph PUJOL, Francisco Xavier ALMIRALL, Valentí BARCON OLESA, Joseph GALCERÁN, Joseph | Defensa del dret català                                     | Núm. 3 | 23 novembre 1882 |
| Consell general: - SOLER, Frederich (president) - ALMIRALL, Valentí (vicepresident) Vocals: Secció 1. Previ examen: - DE DELAS, Ferran - PONS, Leandre - GUILLÓ, Joseph - BRÚ, Joan Secció 2. Foment: - GASSET, Miquel - MOLINÉ, Manel Secció 3. Ciencias morals: - Mª DE LA PAZ, Joaquim - VIDAL, Maurici - RIBA Y LLEDÓ, Francisco Secció 4. Ciencias fisicas: - BOFILL, Eugeni - BARCON OLESA, Joseph - BOFILL, Eussebi Secció 5. Agricultura: - TOBELLO, Francisco Xavier - ALMASQUÉ, Alfons - PUJOL, Francisco Xavier Secció 6. Industria, Arts y Oficis: - SANROMÀ, Domingo - LLOPIS, Baldomero - VIDAL, Francsco - ROBÈRTER, Llorens - ROCA, Anton Secció 7. Comers y Marina: - PASCUAL, Pere - NEL·LO, Enrich - MORANTE, Anton Secció 8. Bellas Arts y Bellas Lletras: - VIDAL Y VALENCIANO, Eduard - ROURE, Conrat - TEODOR MAYO, Bofill Secció 9. Dret é Historia de Catalunya: - COROLEU, Joseph - MASPONS Y LABRÓS, Francisco - CARDELLACH, Cayo - RICHARTE, Ricard - GALCERÁN, Joseph LASARTE, Manuel (secretari) ARÚS Y ARDERIU, Rosendo (secretari) Adició: CALOPA, Antoni | Memoria + Adició                                            | Núm. 3 | 23 novembre 1882 |
| 1883 |                                                             |        |                  |
| SOLER, Frederich (president) ARÚS Y ARDERIU, Rosendo (secretari) | Exposició elevada á sa majestat lo rey per lo Centre Català | Núm. 4 | 12 juny 1883     |
| GALCERÁN, Joseph PUJOL, Francisco Xavier BRÚ, Joan MORANTE, Joan RIBA Y LLEDÓ, Francisco PI Y SOLANAS, Joseph MASRIERA, Artur ALMIRALL, Valentí PASCUAL, Pere SORIANO, Ramon VIDAL, Maurici WERHLE, Manuel PONS, Leandro DE DELAS, Ferran OSONA, Artur ARNET, Roman ARÚS Y ARDERIU, Rosendo LLOPIS, Baldomero RODON, Francisco LASARTE, Manuel MARTÍ Y TURRÓ, Isidro BARCON OLESA, Joseph COMABELLA, Joaquim DAMIANS, Jaume ROURE, Conrat GELBERT, Francisco MASSÓ Y TORRENTS, Jaume PELLICER, Joseph FURNELLS, Salvador ASENCIO, Emili PAYÁ Y RAURICH, José ARABIA SOLANAS, Ramon ARAÑÓ, Miquel RIERA Y BERTRAN, Joaquim MASRIERA, Josep VALLS, Salvador (segueixen més firmes) | Comissió organisadora del congrés catalanista               | Núm. 4 | 12 juny 1883     |
| SOLER, Frederich (president) ARÚS Y ARDERIU, Rosendo (secretari) | Cátedra de gramàtica y filologia catalana                   | Núm. 4 | 12 juny 1883     |
| Sessió 1: - ROURE, Conrat - ARÚS Y ARDERIU, Rosendo - VIDAL Y VALENCIANO, Gayetà - LASARTE, Manuel Sessió 2: - GALLART, Artur - FERRER Y CARRIÓ, Joseph - ALMIRALL, Valentí | Discussió pública del programa del catalansime              | Núm. 4 | 12 juny 1883     |
| 1884 |                                                             |        |                  |
| MORANTE, Anton | Memoria del Sr. Secretari Anton Morante                     | Núm. 5 | Febrer 1884      |
| LASARTE, Manuel | Discurs llegit per Manuel Lasarte                           | Núm. 5 | Febrer 1884      |
| GIL MAESTRE, Manuel | Gobern civil de la provincia de Barcelona                   | Núm. 5 | Febrer 1884      |

| 2a època | |        |                  |
| 1886 | |        |                  |
| Consell general del Centre Català: - ALMIRALL, Valentí (president) - CARBÓ, Albert (vicepresident) - LLOPIS, Baldomero (secretari) - RUIZ, Joseph (secretari) Secció de Previ examen: -PUJOL, Francisco Xavier -LAFONT, Joaquim Secció de Foment: - MALVEY, Benet - VILA, Joaquim - DAMIANS, Jaume - PAYA, Jaume Secció de Ciencias morals: - DE BENAVENT, Francisco Xavier - JAUME, Francesch Secció de Ciencias fisicas: - CODERCH, Teodor - FOLGUERA DURAN, Manuel Secció d’Agricultura: - SANSALVADOR, Ramon - FURNELLS, Salvador Secció d’Industria, Arts y Oficis: - GOST, Joseph Secció de Comers y Marina: - NADAL, Manuel - MORANTE, Antoni Secció de Bellas Arts y Bellas Lletras: - MARIESCUESCURRENA, H. Secció Dret é Historia de Catalunya: -FARNÉS, Sebastià GALCERÁN, Joseph | Lo “Centre Català” de Barcelona á sos compatricis | Núm. 1 | 1 octubre 1886   |
| LLOPIS, Baldomero (secretari) | Acort del Consell General en sessió del 5 setembre | Núm. 1 | 1 octubre 1886   |
| LLOPIS, Baldomero (secretari) | Acorts de la Comissió executiva, en sessió celebrada en 23 setembre | Núm. 1 | 1 octubre 1886   |
| ALMIRALL, Valentí | Discurs llegit per D. V. Almirall, president del “Centre Català” en la sessió inaugural dels travalls d’aquest en 1886                                                                      | Núm. 2 | 21 octubre 1886  |
| LLOPIS, Baldomoro | Gracias donades per lo secretari, D. Baldomoro Llopis, als senyors concurrents á la sessió inaugural                                                                                        | Núm. 2 | 21 octubre 1886  |
| RUIZ, Joseph | Memoria llegida per lo secretari, D. Joseph Ruiz en dita sessió inaugural | Núm. 2 | 21 octubre 1886  |
| 1887 | |        |                  |
| ALMIRALL, Valentí | Al “Centre Català” de Sabadell, al Director de “La Reinaxença”, y demés que han pres part en la discussió que s'ha fet nàixer de mon programa presidencial del “Centre Català” de Barcelona | Núm. 3 | 6 agost 1887     |
| ALMIRALL, Valentí RUIZ, Josep | Acort prés per unanimitat de lo Consell del “Centre Català” de Barcelona, en sessió celebrada avuy                                                                                          | Núm. 4 | 21 agost 1887    |
| CARBÓ, Albert (vicepresident) RUIZ, Joseph | Iltre Sr. President del Consell General de la Exposició Universal de Barcelona | Núm. 5 | 6 setembre 1887  |
| ALMIRALL, Valentí | Als nostres compatricis | Núm. 6 | 21 setembre 1887 |
| RUIZ, Joseph | Memoria del Sr. Secretari | Núm. 7 | 1 octubre 1887   |
| SOLER, Frederich ARÚS Y ARDERNIU, Rosendo MARTÍ FOLGUERA, Joseph ROURE, Conrat BARTRINA, Francesc BORI I FONTESTÁ, Antoni RIBOT Y SERRA, Manel | Poesias llegidas | Núm. 7 | 1 octubre 1887   |
| ALMIRALL, Valentí | Discurs del Sr. President sobre’l Tema “Poesia del Regionalisme” | Núm. 7 | 1 octubre 1887   |
| CANIBELL, Eudald | Gracias donades per lo Sr. Secretari | Núm. 7 | 1 octubre 1887   |

| 3a època                                               |                                     |        |                  |                  |
| 1888                                                   |                                     |        |                  |                  |
| CARBÓ, Albert (president) CANIBELL, Eudald (secretari) | Fracàs de la Exposició de Barcelona | Núm. 1 | 10 agost 1888    | 10 agost 1888    |
| Nadal, Manuel                                          | Memoria anual de secretaria         | Núm. 2 | 22 novembre 1888 | 22 novembre 1888 |
| CARBÓ, Albert                                          | Discurs presencial                  | Núm. 2 | 22 novembre 1888 | 22 novembre 1888 |
| CANIBELL, Eudald (secretari)                           | Parlament de gracias                | Núm. 2 | 22 novembre 1888 | 22 novembre 1888 |